# Magdalena Eriksson
Magdalena "Magda" Eriksson, citata anche con il cognome Ericsson (Stoccolma, 8 settembre 1993), è una calciatrice svedese, difensore del Bayern Monaco e della nazionale svedese.

## Carriera

### Club

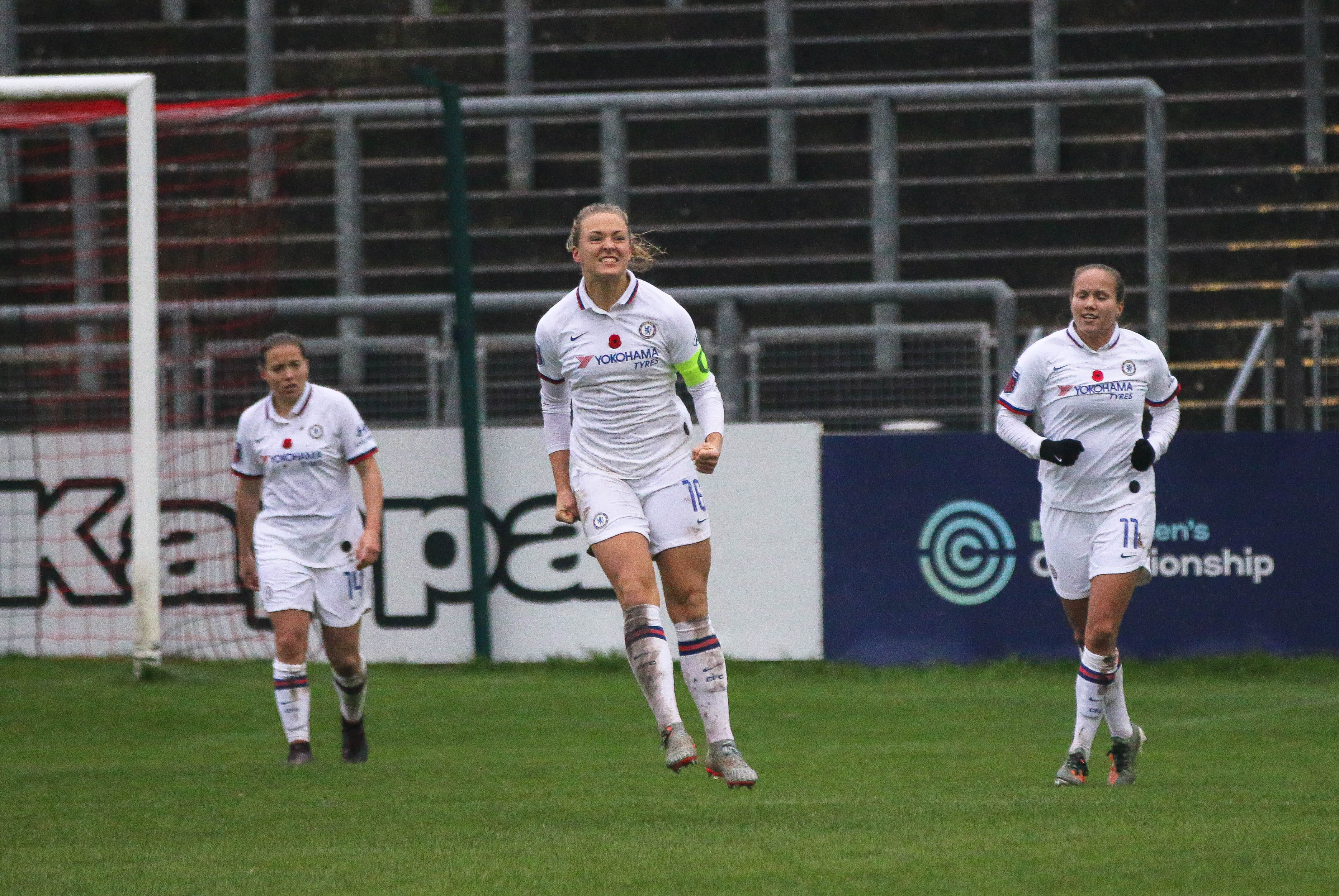
Eriksson, con la maglia del, festeggia una rete al in FA Women's League Cup nel 2019.

Eriksson inizia la propria carriera nella sezione calcistica dell'Enskede IK, piccola società polisportiva con sede nel quartiere di Gamla Enskede, a Stoccolma, ma ben presto viene incoraggiata dal padre a tesserarsi con l'Hammarby per migliorare le sue qualità di gioco. A 17 anni viene inserita nella rosa dell'Hammarby, debuttando in Damallsvenskan, livello di vertice del campionato svedese femminile di calcio, durante il campionato 2011, nella partita giocata con l'Umeå IK.
In novembre 2011, Eriksson decide di lasciare il neoretrocesso Hammarby per passare alle rivali cittadine del Djurgården. Con la nuova squadra affronta la stagione 2012, non riuscendo anche in questo campionato a evitare la retrocessione della sua squadra, e congedandosi con una rete siglata su 19 presenze per tesserarsi con il Linköping.
Con il nuovo club riesce a conquistare la Svenska Cupen damer, la coppa di lega femminile svedese, per due edizioni consecutive, la 2013-2014 e la 2014-2015.
Nell'estate 2017 ha lasciato il Linköping per trasferirsi in Inghilterra al Chelsea. Nel settembre del 2019 viene nominata capitano della squadra.
Nel 2023, dopo sei anni, annuncia la sua dipartita dal club inglese e firma assieme alla compagna un contratto di tre anni con il Bayern Monaco.

### Nazionale
Grazie alle sue qualità espresse in campionato la Federcalcio svedese (SvFF) la convoca per vestire le maglie delle nazionali giovanili fin dal 2008, dove gioca prima con la formazione under 17, per poi passare all'under 19 che, sotto la guida di Calle Barrling, si laurea campione d'Europa di categoria nell'edizione di Turchia 2012.
Nel novembre 2013, Pia Sundhage convoca Eriksson per le selezioni per la nazionale maggiore Fa il suo debutto, pur se per un solo minuto di gioco, ad Amiens, in Francia, il successivo 8 febbraio 2014, nell'amichevole con cui le avversarie della nazionale francese si imposero per 3-0; entrata all'89', rileva la compagna Sara Thunebro.
Nel 2016 viene nuovamente convocata per rappresentare la Svezia nel torneo di calcio femminile ai Giochi della XXXI Olimpiade di Rio 2016. Inserita nel gruppo E, durante il torneo viene impiegata nella partita del 3 agosto, dove le scandinave superano il Sudafrica per 1-0, condividendo con le compagne il superamento della fase a gironi, il successo ai quarti di finale sui campioni mondiali degli Stati Uniti e quello in semifinale sul Brasile, risolto ai calci di rigore dopo che i tempi regolamentari erano terminati sullo 0-0. Giunti in finale non sono riuscite a battere le avversarie della Germania perdendo l'incontro per 2-0 ma conquistando comunque la prima medaglia d'argento olimpica del calcio femminile svedese.

## Palmarès

### Club
- Coppa di Svezia: 2

Linköping: 2013-14, 2014-15
- Campionato svedese: 1

Linköping: 2016
- Campionato inglese: 4

Chelsea: 2017-2018, 2019-2020, 2020-2021, 2021-2022
- Women's FA Cup: 4

Chelsea: 2017-2018, 2020-2021, 2021-2022, 2022-2023
- FA Women's League Cup: 2

Chelsea: 2019-2020, 2020-2021
- FA Women's Community Shield: 1

Chelsea: 2020
- Campionato tedesco: 2

Bayern Monaco: 2023-2024, 2024-2025
- Supercoppa di Germania: 1

Bayern Monaco: 2024

### Nazionale
- Campionato d'Europa under 19: 1

Turchia 2012
- Argento olimpico: 2

Rio de Janeiro 2016
Tokyo 2020
- Algarve Cup: 1

2018 (condiviso con i Paesi Bassi)

## Vita privata
È fidanzata con la calciatrice danese Pernille Harder.